# Сунь Даньдань
Сунь Даньдань (кит. упр. 孙丹丹, пиньинь Sun Dandan, род. 3 июля 1978, г. Чанчунь провинции  Цзилинь) — китайская шорт-трекистка. Серебряный призёр Олимпийских игр 1998 и  2002 годов, 8-ми кратная чемпионка мира. Выпускница спортивной Академии  Цзилинь

## Биография
Сунь Даньдань начала заниматься в 7 лет фигурным катанием, в 10 лет перешла в секцию конькобежного спорта, а в 13 лет стала заниматься шорт-треком. В национальную сборную взяли в 1995 году. Впервые она выступила на международной арене в 1996 году на чемпионате мира в Гааге, где сразу выиграла бронзу на дистанции 1500 метров, проиграла только корейским спортсменкам Чон Ли Гён и Вон Хе Гён, сильнейшим на тот момент конькобежкам. А следом взяла серебро в эстафете вместе с Ван Чуньлу, Ян Ян (А) и Ян Ян (S). В том же году выступила на зимних Азиатских играх в Харбине и сумела взять серебро на 500 метров и золото в эстафете. В декабре она серьезно сломала лодыжку и ребра и стал вопрос об участии на Олимпиаде, но быстро восстановилась.
На Олимпиаде в Нагано Даньдань выиграла серебро в эстафете.
Следующие 4 года китайская эстафетная четвёрка была непобедима, они взяли золото на четырёх подряд чемпионатах мира в Вене, Софии, Шеффилде и Чонджу. Кроме того выиграли 4-ре чемпионата мира среди команд в Бормио, Сент-Луисе, Гааге, Нобэяме. Очередную награду Даньдань получила на Азиатских играх в Канвоне в 1999 году. На дистанции 500 метров она выиграла бронзу. 
На Олимпийских играх в Солт-Лейк-Сити Китайская эстафетная команда была фаворитом, но выиграли Корейские шорт-трекистки третий раз подряд, Сунь получила серебро вместе с партнёршами.
В июле 2004 года Сунь Даньдань официально завершила карьеру и три месяца спустя начала работать тренером в ледовом центре провинции Цзилинь. Позже работала старшим тренером по шорт-треку в профессиональной спортивной лиге в  Гонконге, там же и живёт. 29 ноября 2008 года во время чемпионата мира по шорт-треку в Пекине она получила награду “За выдающийся вклад в конькобежный спорт на шорт-треке”.